# Plateau d'Atherton
Pour les articles homonymes, voir Atherton.

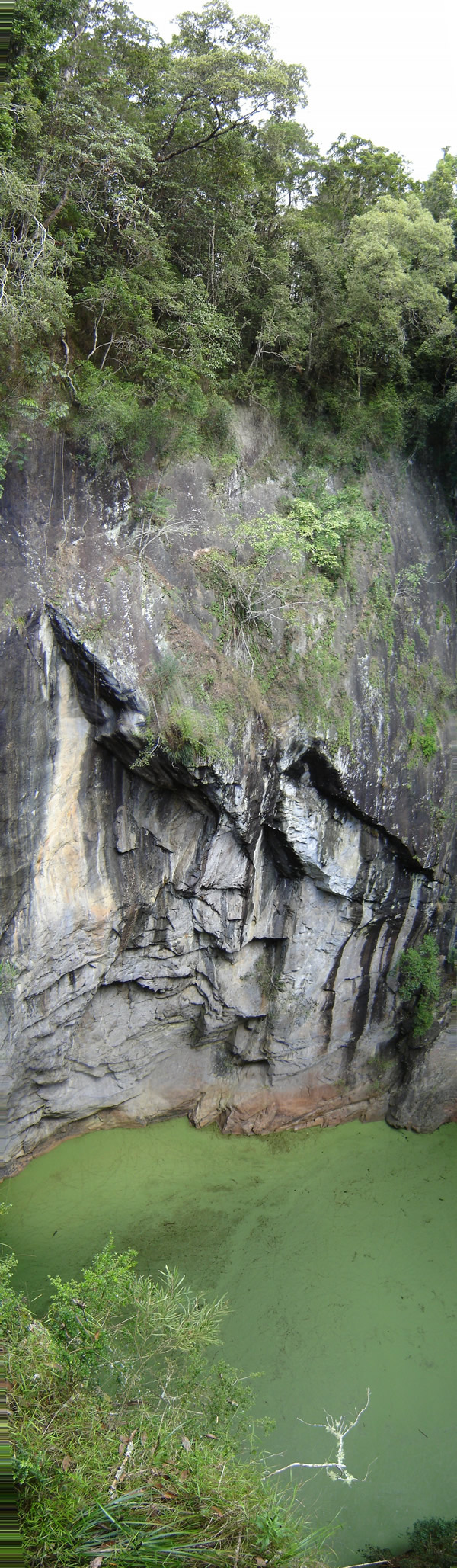
Le cratère du mont Hypipamee sur le plateau d'Atherton.

Le plateau d'Atherton est une région du Nord de la Cordillère australienne, située au Queensland, en Australie.
Il a une superficie d'environ 32 000 km2 et une altitude variant entre 600 et 900 m. 
Il est situé à l'intérieur des terres, à l'ouest et au sud-sud-ouest de la ville de Cairns, et quoique situé dans une région intertropicale, il bénéficie d'un climat tempéré en raison de son altitude, lequel permet l'élevage de vaches laitières.
Le principal cours d'eau du plateau est la Barron River, sur laquelle a été construit un barrage qui permet de stocker une réserve d'eau pour l'irrigation dans le lac Tinaroo.
La région possède des réserves d'étain, et d'or dans une moindre mesure.

## Les villes du plateau
- Atherton
- Herberton
- Kairi
- Kuranda
- Mareeba
- Malanda
- Millaa Millaa
- Tinaroo
- Tolga
- Yungaburra

## Histoire du plateau
Le premier Européen qui visita la région fut James Venture Mulligan en 1875, mais c'est John Atherton qui s'installa le premier, en 1877, près de la ville qui porte aujourd'hui son nom.

## Économie du plateau
L'agriculture autour d'Atherton comprend la culture de la canne à sucre, du maïs, des avocats, des fraises, des noix de macadamia, des mangues et des citrons. Il y a aussi l'élevage du bétail pour le lait et la viande ainsi que l'élevage des volailles.
Le tourisme se développe autour du barrage de Tinaroo et de la ville de Yungaburra.

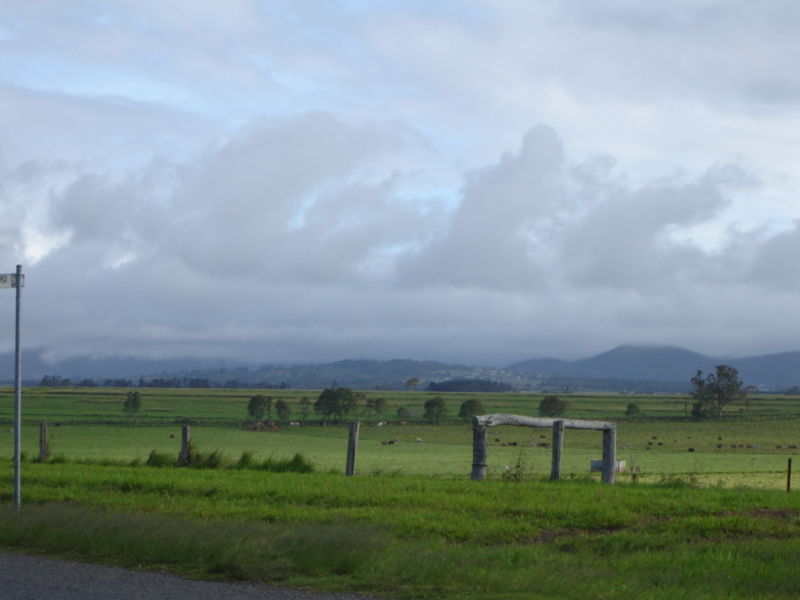
Le plateau d'Atherton.